# Skybus metro
El Skybus Metro es un monorriel elevado que fue concebido en la India. Su línea es una estructura de hormigón suspendida que se apoya en múltiples vigas. Este tipo de transporte está pensado como solución a las congestiones del tráfico de las grandes ciudades. Debido a su construcción, el Skybus no puede tener colisión con los automóviles, y puede llegar a alcanzar hasta los 100 km/h.
El Skybus es un tipo de convoy colgante inventado por el tecnologista indio B. Rajaram. El Skybus cuelga de su vía y es impulsado por ruedas. La vía consiste en una serie de cajas de hormigón apoyadas en columnas de hasta 10 metros de alto separadas entre sí alrededor de 17 metros. Estaría situada en medio de una carretera de manera que no obstruya al tráfico. El metro está impulsado por un motor alterno trifásico con capacidad regenerativa. Consta de hasta tres tipos de frenos: regenerativos, de disco y de emergencia. Cada vagón tiene una capacidad de hasta 150 personas. Para realizar un cambio de vías es necesaria la utilización de dispositivos especiales. La alimentación eléctrica del Skybus se puede solucionar de dos maneras: mediante cepillos colectores o mediante ruedas conductoras. Las estaciones del Skybus metro estarían elevadas unos 5 metros sobre el nivel del suelo, igual que los cambios de vía.

## Ventajas
Ideal para ciudades con tráfico muy congestionado y no aptas para otros tipos de transporte ferroviario.

## Inconvenientes
Mayores costes de construcción y de operación que los sistemas de transporte público alternativos (metro, tranvía). Alto tiempo de cambio de vía.

## Lugares de aplicación
El Skybus metro ha sido únicamente aplicado en la India, como transporte de atracción turística.
Konkan Railway ha construido una línea de pruebas en Magdaon, Goa. Los resultados de la prueba de aplicación fueron los siguientes:
| Longitud del riel de pruebas    | 1,6 km   |
| Velocidad máxima                | 100 km/h |
| Pendiente máxima del recorrido  | 2 %      |
| Radio de la curva más cerrada   | 100 m    |
| Radio de la curva menos cerrada | 875 m    |
| Máximo radio de curva vertical  | 3375 m   |